# Songs in a Mellow Mood
Songs in a Mellow Mood (с англ. — «Песни в неторопливом настроении») — второй студийный альбом американской джазовой певицы Элла Фицджеральд, записанный совместно с пианистом Эллисом Ларкинсом. Пластинка была выпущена 29 марта 1954 года на лейбле Decca Records.
В 1994 году вышел ремастеринг Pure Ella, включавший ре-релизы песен из альбома Songs in a Mellow Mood, а также с пластинки Ella Sings Gershwin (1950).

## Список композиций
| №                   | Название                           | Текст песни                | Музыка              | Длительность |
| ------------------- | ---------------------------------- | -------------------------- | ------------------- | ------------ |
| 1.                  | «I’m Glad There Is You»            | Пол Мерц                   | Джимми Дорси        | 3:10         |
| 2.                  | «What Is There to Say?»            | Ип Харбург                 | Вернон Дюк          | 3:22         |
| 3.                  | «People Will Say We’re in Love»    | Оскар Хаммерстайн II       | Ричард Роджерс      | 3:12         |
| 4.                  | «Please Be Kind»                   | Сэмми Кан                  | Сол Чаплин          | 3:36         |
| 5.                  | «Until the Real Thing Comes Along» | Сэмми Кан, Альберта Николс | Манн Холинер        | 2:58         |
| 6.                  | «Makin’ Whoopee»                   | Уолтер Дональдсон          | Гас Кан             | 3:14         |
| Общая длительность: | Общая длительность:                | Общая длительность:        | Общая длительность: | 19:32        |

| №                   | Название                      | Текст песни         | Музыка              | Длительность |
| ------------------- | ----------------------------- | ------------------- | ------------------- | ------------ |
| 7.                  | «Imagination»                 | Джонни Берк         | Джимми Ван Хьюзен   | 2:38         |
| 8.                  | «Stardust»                    | Митчелл Пэриш       | Хоаги Кармайкл      | 4:03         |
| 9.                  | «My Heart Belongs to Daddy»   | Коул Портер         | Коул Портер         | 2:39         |
| 10.                 | «You Leave Me Breathless»     | Ральф Фрид          | Фридрих Холландер   | 3:07         |
| 11.                 | «Baby, What Else Can I Do?»   | Ральф Маркс         | Уолтер Хирш         | 3:50         |
| 12.                 | «Nice Work If You Can Get It» | Айра Гершвин        | Джордж Гершвин      | 2:38         |
| Общая длительность: | Общая длительность:           | Общая длительность: | Общая длительность: | 18:55        |

## Участники записи
- Элла Фицджеральд — вокал.
- Эллис Ларкинс — фортепиано.